# Etapa primaria del socialismo
 La etapa primaria del socialismo (a veces denominada etapa preliminar del socialismo), introducida en el discurso oficial por Mao Zedong como etapa inicial del socialismo, es una subteoría del pensamiento marxista chino que explica por qué se utilizan las técnicas capitalistas en la economía china.

## Orígenes
El concepto de una etapa primaria del socialismo se concibió antes de que China introdujera reformas económicas. Al discutir la necesidad de las relaciones de productos básicos en la Primera Conferencia de Zhengzhou celebrada entre el 2 y el 10 de noviembre de 1958, Mao Zedong — el presidente del Comité Central del Partido Comunista de China — dijo que China se encontraba en la "etapa inicial del socialismo". Mao no dio más detalles sobre la idea; sus sucesores lo hicieron.

### La teoría de Xue Muqiao del "sistema socialista inmaduro"
Xue Muqiao introdujo el término "socialismo subdesarrollado" en su libro Economía socialista de China . El libro fue escrito en el marco ortodoxo marxista-leninista enunciado por Iósif Stalin en Problema Económicos del Socialismo en la URSS(1952). Xue escribió que dentro del modo de producción socialista había varias fases y para que China alcanzara una forma avanzada de socialismo tenía que concentrarse en desarrollar las fuerzas productivas. Propuso una teoría en la que las leyes básicas del crecimiento económico eran aquellas en las que "las relaciones de producción deben ajustarse al nivel de las fuerzas productivas". De manera similar a Stalin, Xue consideraba que las fuerzas productivas eran primarias y que esta era una ley fundamental universal de la economía. A diferencia de Stalin, Xue creía que había principios que guiaban la transición socialista, siendo el principal el principio de " de cada uno según su capacidad, a cada uno según su trabajo "; este principio guiaría el desarrollo socialista, incluso cuando China hubiera alcanzado el socialismo avanzado, y sería reemplazado por "de cada uno según su capacidad, a cada uno según su necesidad" sólo cuando existiera la abundancia general. Xue basó sus argumentos en las políticas económicas aplicadas durante la Revolución Cultural, que creía que habían provocado "los reveses más graves y las pérdidas más graves sufridas por el Partido, el Estado y el pueblo desde la fundación de la República Popular".

Xue creía que las relaciones de producción estaban determinadas por la propiedad de la economía. Dijo que dado que las fuerzas productivas en China estaban "atrasadas", las relaciones de producción estaban en un nivel comparable. Si bien creía que la industria en China se había convertido en "propiedad de todo el pueblo", Xue dijo que la agricultura se estaba quedando atrás, lo que requería terminar con la práctica de pagar salarios basados en esfuerzos colectivos, apoyar la reintroducción de incentivos individuales y aumentar inversiones estatales en agricultura. Las sugerencias de Xue fueron abandonadas en la VI Sesión Plenaria del XI Comité Central celebrada en junio de 1981 porque no resolvieron los problemas que enfrenta la agricultura. A partir de la sexta sesión plenaria, el PCCh dirigido por Wan Li comenzó a apoyar la descolectivización de la agricultura. Al principio, Wan eligió un enfoque reformista conservador, afirmando que:
La prudencia es necesaria a la hora de abordar la reforma de las instituciones comunales. No debemos exigir que cada nivel se reforme de arriba a abajo prescribiendo un límite de tiempo para su cumplimiento. Hasta que las nuevas formas organizativas adecuadas puedan reemplazar a las brigadas y equipos de producción, no debemos cambiar imprudentemente las formas existentes y provocar una situación desordenada.
Wan pidió el desmantelamiento del sistema de comunas populares y su reemplazo por un sistema de responsabilidad familiar . Se refirió a los cambios en curso en el sistema agrícola como la creación de un nuevo modo de producción y lo llamó economía socialista de mercancías. El teórico del partido Du Runsheng apoyó la posición de Wan, diciendo, "un principio del marxismo es que cada cambio en las relaciones de propiedad es un resultado inevitable del desarrollo de nuevas fuerzas productivas que ya no pueden encajar con las viejas relaciones de propiedad ". También dijo:
Las empresas domésticas de hoy son de naturaleza muy diferente. Dado que la tierra es propiedad del público, la economía colectiva los restringe de muchas maneras. Representan un nivel de gestión en la economía cooperativa, y constituyen un componente orgánico de toda la economía socialista ... Se teme que el sistema de contratación familiar promueva la idea conservadora de la posesión privada entre los campesinos. Este miedo no carece de fundamento. Sin embargo, debemos ser capaces de ver el otro lado del asunto, que también pasa a ser el aspecto predominante. Los campesinos de hoy son diferentes a los del pasado. Ahora son trabajadores de nuevo tipo bajo el sistema cooperativo socialista.

### La teoría de Su Shaozhi del "socialismo subdesarrollado"
El teórico del PCCh, Su Shaozhi, un funcionario del People's Daily, inició un debate en 1979 en una conferencia de teoría del PCCh para reexaminar la afirmación de Mao Zedong de " la lucha de clases como el eslabón clave" cuando introdujo el término "socialismo no desarrollado" para referirse a China. Su, coautor con Feng Langrui, publicó un artículo en Economic Research  en 1979 que cuestionó el proyecto socialista chino utilizando la metodología marxista. El artículo analizó las bases del socialismo chino observando los escritos de Karl Marx. Marx hizo una distinción entre el comunismo de fase inferior — comúnmente conocido como el modo de producción socialista — y el comunismo de fase superior — menudo denominado comunismo. El artículo de Su y Feng creó dos subdivisiones dentro del modo de producción socialista; la primera fase fue la transición del modo de producción capitalista al modo de producción socialista — la fase en la que el proletariado tomó el poder y estableció la dictadura del proletariado y en la que se creó el socialismo subdesarrollado. La segunda fase fue el socialismo avanzado; el socialismo sobre el que escribió Marx. Dijeron que China era una nación socialista subdesarrollada porque:
Las características del socialismo subdesarrollado son las dos formas de propiedad pública, la producción de mercancías y el intercambio de mercancías. Los capitalistas han sido básicamente eliminados como clase, pero todavía quedan restos capitalistas y burgueses, incluso restos feudales. También existen bastantes pequeños productores, diferencias de clase entre trabajadores y campesinos ... y la fuerza de la costumbre de los pequeños productores. Las fuerzas de producción aún no están muy desarrolladas. Y no hay abundancia de productos ... Por lo tanto, la transición hacia el socialismo aún no se ha completado.
Sun y Feng se opusieron a la línea del partido de que la principal contradicción en la sociedad china era entre el " sistema social avanzado " y las "fuerzas de producción atrasadas". Esta línea, originalmente concebida en el 8º Congreso Nacional celebrado en 1956 pero eliminada por Mao y reintroducida después de la muerte de Mao, tenía la intención de enfatizar la importancia de mejorar la economía. Su lo encontró problemático porque significaba que la superestructura podría estar más avanzada que el nivel de las fuerzas productivas — una afirmación que no estaba en línea con el marxismo clásico. Su respondió, diciendo que China no tenía una base material para una transición completa al socialismo. Dijo:
El sistema socialista se compone principalmente de relaciones de producción. El hecho de que una relación de producción sea avanzada o no está determinado por un solo criterio, a saber, si puede o no satisfacer las demandas de las fuerzas de producción y facilitar su desarrollo. Aunque algunas relaciones de producción, como la propiedad comunal, pueden ser superiores a la propiedad del equipo de producción en términos de la etapa de desarrollo, en la China rural de hoy, donde el trabajo manual sigue siendo predominante, solo la propiedad del equipo de producción, en lugar de la comuna, sería el tipo de relaciones de producción capaces de medirse a la altura de las fuerzas productivas y facilitar su desarrollo. Si ... se adopta la propiedad comunal, perjudicaría el desarrollo de las fuerzas productivas.
La respuesta al artículo de Su y Feng fue mixta. Algunos respondieron positivamente y pidieron un retiro de las prácticas socialistas y un regreso a las políticas de la Nueva Democracia — un período que duró hasta 1956 cuando China tenía una economía mixta. Elementos más conservadores intentaron reprimirlo. Deng Liqun, el vicepresidente de la Academia China de Ciencias Sociales (CASS), usó sus poderes para organizar una reunión que criticó a Su, quien se había convertido en miembro del Instituto CASS de Marxismo-Leninismo después de escribir el artículo. Si bien su obtuvo cierto apoyo de funcionarios de alto nivel, como el general Ye Jianying, el concepto fue blanco de varias represiones; el primero ocurrió en 1981 durante una ofensiva contra los socialistas que apoyaban la democracia liberal . Una represión posterior fue orquestada por el teórico del partido Hu Qiamou y, en tercer lugar, durante la Campaña contra la contaminación espiritual en 1983. El razonamiento era que la idea daba peso a las fuerzas opuestas al socialismo en China y, por lo tanto, era peligrosa. A pesar de esto, la sexta sesión plenaria del XI Comité Central aprobó la idea de que China se encontraba en la "etapa primaria del socialismo", incluso si teóricos clave como Wang Xiaoqiang descartaron el socialismo chino como "socialismo agrario", creyendo que el socialismo había sido construido sobre una base feudal.

#### Formulación de la teoría de una etapa primaria del socialismo
La teoría de Su del socialismo subdesarrollado condujo a la formulación de la etapa primaria de la teoría del socialismo bajo la dirección del secretario general del PCCh, Zhao Ziyang . El término había sido utilizado por el PCCh durante la campaña contra la contaminación espiritual de 1983, pero nunca se había explicado. Después de consultar con Deng Xiaoping, la teoría de una etapa primaria del socialismo se utilizó como base teórica del Informe Político al XIII Congreso Nacional celebrado en 1987. La teoría se centró principalmente en el desarrollo de las fuerzas productivas y tomó una visión altamente determinista económica sobre el desarrollo del socialismo. A pesar de ciertos escollos, la teoría todavía se utiliza para explicar el uso de técnicas capitalistas en China. El objetivo principal de la teoría era reconceptualizar el socialismo para que el marxismo fuera apto para el uso contemporáneo. Su y Zhang Xiangyang dijeron que la etapa primaria del socialismo en China comenzó en la década de 1950 cuando el PCCh puso fin a las políticas de Nueva Democracia y duraría aproximadamente 100 años. Se abandonó el énfasis anterior en la igualdad económica en favor del crecimiento económico. Deng declaró:
De las muchas lecciones que tenemos para resumir, una muy importante es esta: debemos dejar claro qué es el socialismo y cómo construir el socialismo. ... La tarea principal del socialismo es desarrollar las fuerzas de producción y elevar el nivel de la vida material y cultural de la gente. Nuestros veinte años de experiencia desde 1958 a 1976 nos han dicho: la pobreza no es socialismo, el socialismo es eliminar la pobreza. No es socialismo no desarrollar las fuerzas de producción y elevar el nivel de vida de la gente.
En este punto, Deng había equiparado la defensa del socialismo con el desarrollo del nivel de las fuerzas productivas; El ideal de igualdad común se pospuso hasta un momento no especificado. Su y Zhang llegaron a conclusiones similares, diciendo que Marx tenía dos objetivos cuando escribió sobre el futuro socialista: un sistema social en el que las fuerzas productivas se desarrollaran y el individuo tuviera una gran oportunidad de autodesarrollo. Sin embargo, el desarrollo de las fuerzas productivas se convirtió en la condición previa para un mayor autoaprendizaje del individuo a través de la igualdad común; Su y Zhang dijeron que lo primero conduciría a lo segundo. En general, la izquierda estaba satisfecha con la teoría, que se basaba en premisas marxistas ortodoxas. Sin embargo, algunas personas de la derecha consideraron que la teoría era una prueba de que China necesitaba reintroducir el capitalismo para construir el socialismo. Marx había escrito que el socialismo se desarrolló a partir del capitalismo, pero China se saltó el modo de producción capitalista y pasó del feudalismo al socialismo.
El artículo del asesor de Zhao, Bao Tong, "El Caballo joven del socialismo, el caballo viejo del capitalismo, y otros asuntos relacionados publicados en las Diario del Pueblo, se convirtió en el primer trabajo teórico que trató de explicar el concepto. Bao dijo que debido a que la base económica del socialismo en China era débil y contenía elementos del feudalismo, y que reconocer la posición de China como en la etapa primaria del socialismo respondería "muchas preguntas ideológicas pueden resolverse fácilmente". Chen Junsheng, Secretario General de Consejo de Estado, escribió un artículo similar que enfatizaba la necesidad de defender los Cuatro Principios Cardinales y reformar durante la etapa primaria del socialismo.

## Efecto sobre la ideología del partido

### Cambiando puntos de vista sobre el capitalismo
La reconcepción del socialismo condujo directamente a la reconcepción del capitalismo debido a su oposición diametral entre sí. Anteriormente, el PCCh había dicho que apoyar al capitalismo significaba apoyar una retirada histórica y que el capitalismo se consideraba el opuesto diametral del socialismo y sus relaciones se consideraban hostiles e incompatibles. La reconcepción oficial de los dos mandatos fue sancionada en el Informe Político al XIII Congreso Nacional. Antes de los esfuerzos de reforma, se creía que el capitalismo y el socialismo eran parte de una relación secuencial, el último desarrollándose a partir del primero. Una visión menos tradicional era que el capitalismo había demostrado que tenía una "mayor capacidad para crear una civilización humana" de lo que esperaba Marx, lo que indirectamente significaba que el socialismo podía aprender del capitalismo. Otra marca de continuidad fue que los dos sistemas existían uno al lado del otro.
El primer cambio en el discurso oficial fue reprender la teoría del imperialismo de Vladimir Lenin. Lenin había llegado a la conclusión de que el capitalismo había alcanzado la etapa del imperialismo, una etapa en la que el capitalismo sufriría una crisis prolongada que conduciría a la guerra, las inevitables revoluciones socialistas y el fin de la guerra por parte de los estados socialistas recién establecidos. Esta teoría había formado la base de la política exterior china hasta bien entrada la década de 1970, pero no fue reprendida oficialmente hasta el informe de Zhao al 13º Congreso Nacional. En el congreso, Zhao reutilizó una declaración de 1985 de Deng Xiaoping, en la que dijo: "los temas principales del mundo contemporáneo son la paz y el desarrollo". Al decir que la tarea de los países socialistas era mantener "la paz y el desarrollo" en lugar de "la guerra y la revolución", Deng reprochaba la teoría de Lenin. Según Su y Zhang, el motivo del cambio fue que:
- el declive del conflicto ideológico junto con la creación de armas nucleares había cambiado radicalmente las relaciones Este-Oeste y el fin del colonialismo había alterado la base de las relaciones Norte-Sur;[24]
- el progreso técnico y científico — pesar del pronóstico de Marx — fortaleció el capitalismo y cambió el escenario internacional desde la muerte de Lenin;[24]
- la creciente interdependencia económica provocada por la globalización económica había reducido los riesgos de guerra;[24]
- las reformas dentro de los estados socialistas habían acercado las economías socialistas al mercado mundial y las economías capitalistas.[24]

Xu Jiatun, un teórico del Partido, dijo que el capitalismo había cambiado desde los días de Marx; prueba de esto fue "el surgimiento de la regulación macroeconómica, el estado de bienestar y la clase media que habían mejorado las estructuras socioeconómicas y las relaciones de clase bajo el capitalismo. Xu concluyó que el capitalismo había demostrado ser un sistema más exitoso que el socialismo chino, que se basaba en sobre la ideología e instituciones feudales. Yu Guangyuan dijo que Marx estaba equivocado y que los cambios dentro del capitalismo habían permitido un desarrollo mucho mayor de las fuerzas productivas de lo que Marx jamás hubiera creído posible. Sin embargo, la opinión más común era la teoría de la convergencia, cuyos puntos de vista de los seguidores se publicaron en los principales medios de comunicación de todo el país. La teoría de la convergencia decía que el socialismo y el capitalismo se estaban volviendo cada vez más similares, ya que los países capitalistas y socialistas se estaban volviendo cada vez más similares en términos económicos; la planificación se estaba llevando a cabo en capitalismo, la economía de mercado estaba ocurriendo en el socialismo, la propiedad y la administración estaban separadas bajo ambos sistemas, y ambos habían experimentado patrones similares de modernización. Sobre esta base, los defensores de la teoría de la convergencia pidieron a la gente que dejara de preguntarse si una determinada técnica era capitalista o socialista porque ya no importaba. El resultado final de la teoría de la convergencia fue desideologizar el significado de los dos términos.

### Materialismo histórico: ley o metodología universal
En el XIII Congreso Nacional, Zhao concluyó que el error común de la derecha al analizar el desarrollo chino fue cuestionar la legitimidad de la revolución y los elementos superestructurales socialistas establecidos en sus secuelas y que el error común de la izquierda fue creer que se podía pasar por alto la etapa primaria del socialismo directamente al socialismo avanzado, una visión que Zhao calificó de utópica. Sin embargo, hubo un problema; según declaraciones oficiales, China tenía una superestructura avanzada y unas fuerzas productivas atrasadas; esto iba en contra del marxismo clásico, que decía que la superestructura estaba "determinada únicamente por factores económicos" — en China, el modo de producción estaba determinado por la superestructura. Todo esto iba en contra de la noción general de la teoría del materialismo histórico de Marx, que afirma que un modo de producción se basa únicamente en la base material. Sin embargo, Su y Zhang no creían que estas discrepancias hubieran demostrado que la teoría estaba equivocada; concluyeron que el materialismo histórico debe ser considerado "una metodología científica para el análisis de la tendencia general", no una ley universal que explica los procesos históricos pasados y futuros. Según Su y Zhang, en lugar de ver un factor, la economía, como dominante, como se hizo anteriormente, uno debería analizar cómo interactúan todos los factores, especialmente los efectos de la superestructura en el resto de la sociedad. En su opinión, los elementos superestructurales "jugaron un papel obvio en el 'salto' de China del semifeudalismo al socialismo". El socialismo en China fue salvaguardado por el PCCh y su compromiso con la ideología marxista.
El problema con el materialismo histórico como vinculante a la ley era, según los derechistas, el papel que desempeñaban los humanos en el desarrollo histórico y la posibilidad de que existieran modos de producción distintos de los descritos por Marx. Según Hong Yingsan, la noción de una etapa primaria del socialismo era difícil porque implicaba que China era simultáneamente precapitalista y poscapitalista. Esto iba en contra de la noción básica en el materialismo histórico de que la historia era unilineal en lugar de multilineal, y demostró que otros factores además de las fuerzas productivas en la sociedad "podían determinar el modo de producción en una sociedad dada". El problema al que se enfrentaba el PCCh era que la visión unilineal de la historia significaba que China no podía adoptar el socialismo porque se había saltado el modo de producción capitalista, pero una visión multilineal significaba que China no necesitaba adoptar el socialismo porque no era un modelo específico. "etapa de la evolución humana". Su y Zhang dijeron que el problema más urgente que los teóricos del PCCh debían responder era "¿la gente tiene libertad para elegir un conjunto particular de relaciones de producción?". Señalaron la teoría de Marx de un modo de producción asiático. Algunos derechistas argumentaron en contra del modo de producción imaginado por Marx, afirmando que todos los cambios en la historia humana eran subjetivos y no estaban guiados por leyes universales.

### El papel del marxismo
Si bien el PCCh aplicaba políticas económicas no ortodoxas, creía que el partido podría salvaguardar el objetivo de desarrollo socialista de China transformando el marxismo en un sistema de valores dominante. Esto se reflejó en la introducción del término " civilización espiritual socialista ", un concepto introducido en 1981 y mencionado en el Informe Político al XIII Congreso Nacional. La función principal de la civilización espiritual socialista era contrarrestar los peligros de la retirada ideológica en el esfuerzo del partido por avanzar hacia el socialismo. Una resolución del PCCh en 1986 decía, "no podremos garantizar la dirección socialista de nuestro curso de modernización, y nuestra sociedad socialista perderá sus metas e ideales" si el partido dejaba de defender la doctrina marxista. Sin embargo, debido a que la base material, oficialmente conocida como civilización material, creada por las reformas económicas no se ajustaba al análisis marxista del socialismo, el PCCh concluyó que en la nueva era se le daría al marxismo el papel de sistema de valores dominante., lo que implicaba que podían aceptarse otros sistemas de valores, pero estos sistemas no podían negar el marxismo.